# Fresnes-au-Mont
Pour les articles homonymes, voir Fresnes.
Fresnes-au-Mont est une commune française située dans le département de la Meuse, en région Grand Est (anciennement région Lorraine).

## Géographie

### Hydrographie
La commune est dans le bassin versant de la Meuse au sein du bassin Rhin-Meuse. Elle est drainée par le ruisseau de Rehau, le ruisseau de Louvent et le ruisseau de Herbeauchamps,.
Le ruisseau de Rehau, d'une longueur de 11 km, prend sa source dans la commune de Rupt-devant-Saint-Mihiel et se jette  dans la Meuse à Les Paroches, après avoir traversé quatre communes. 

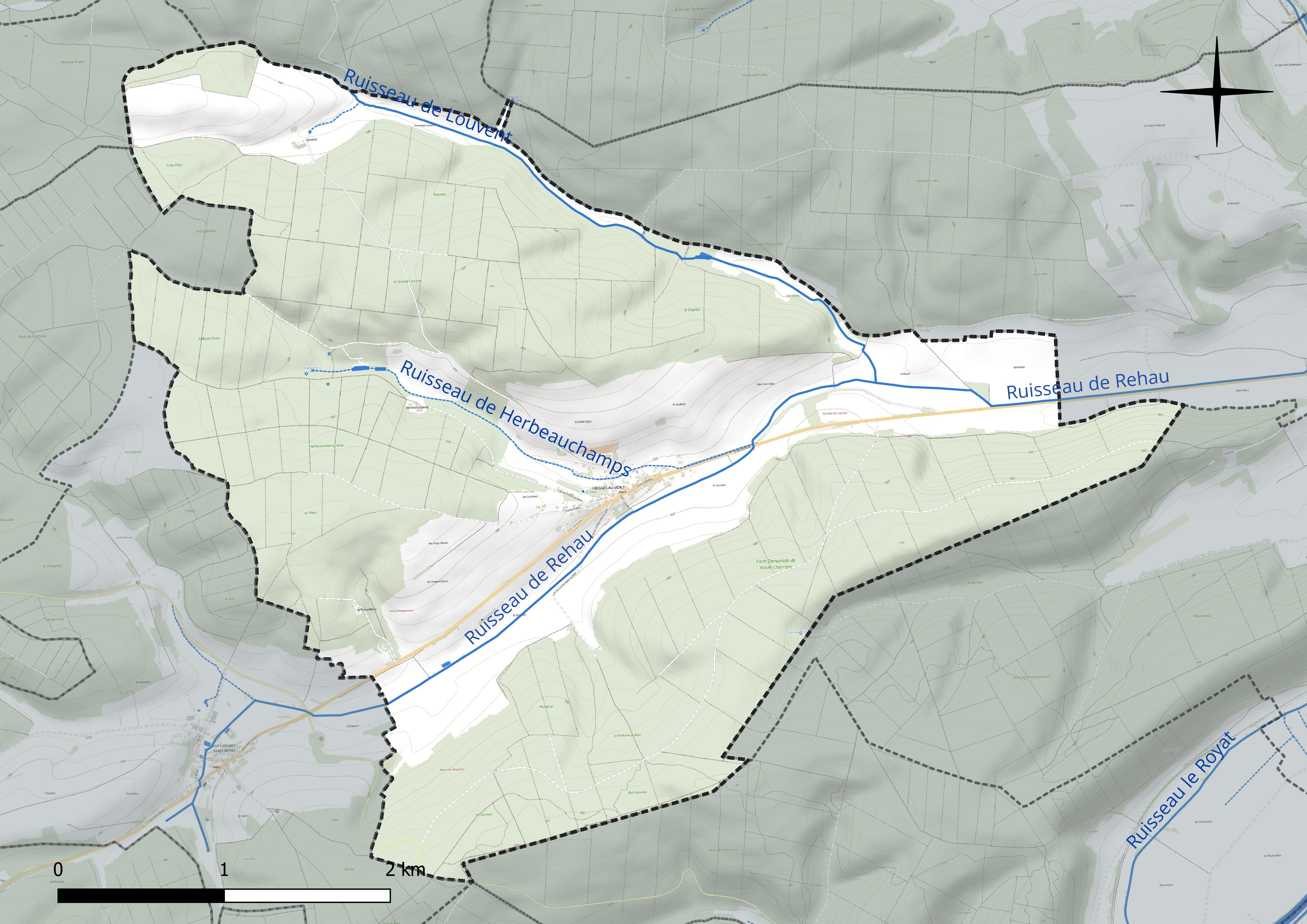
Réseau hydrographique de Fresnes-au-Mont.

### Climat
Pour des articles plus généraux, voir Climat du Grand Est et Climat de la Meuse.
En 2010, le climat de la commune est de type climat de montagne, selon une étude du Centre national de la recherche scientifique s'appuyant sur une série de données couvrant la période 1971-2000. En 2020, Météo-France publie une typologie des climats de la France métropolitaine dans laquelle la commune est exposée à un climat océanique altéré et est dans la région climatique  Lorraine, plateau de Langres, Morvan, caractérisée par un hiver rude (1,5 °C), des vents modérés et des brouillards fréquents en automne et hiver. 
Pour la période 1971-2000, la température annuelle moyenne est de 9,6 °C, avec une amplitude thermique annuelle de 15,8 °C. Le cumul annuel moyen de précipitations est de 1 013 mm, avec 13,8 jours de précipitations en janvier et 9,8 jours en juillet. Pour la période 1991-2020, la température moyenne annuelle observée sur la station météorologique de Météo-France la plus proche, « Chaumont_sapc », sur la commune de Chaumont-sur-Aire à 14 km à vol d'oiseau, est de 10,8 °C et le cumul annuel moyen de précipitations est de 850,0 mm. 
La température maximale relevée sur cette station est de 41,1 °C, atteinte le 25 juillet 2019 ; la température minimale est de −15,5 °C, atteinte le 20 décembre 2009,,. 
Les paramètres climatiques de la commune ont été estimés pour le milieu du siècle (2041-2070) selon différents scénarios d'émission de gaz à effet de serre à partir des nouvelles projections climatiques de référence DRIAS-2020. Ils sont consultables sur un site dédié publié par Météo-France en novembre 2022.

## Urbanisme

### Typologie
Au 1er janvier 2024, Fresnes-au-Mont est catégorisée commune rurale à habitat dispersé, selon la nouvelle grille communale de densité à sept niveaux définie par l'Insee en 2022.
Elle est située hors unité urbaine. Par ailleurs la commune fait partie de l'aire d'attraction de Saint-Mihiel, dont elle est une commune de la couronne,. Cette aire, qui regroupe 17 communes, est catégorisée dans les aires de moins de 50 000 habitants,.

### Occupation des sols
L'occupation des sols de la commune, telle qu'elle ressort de la base de données européenne d’occupation biophysique des sols Corine Land Cover (CLC), est marquée par l'importance des forêts et milieux semi-naturels (71,4 % en 2018), une proportion identique à celle de 1990 (71,4 %). La répartition détaillée en 2018 est la suivante : 
forêts (66,3 %), terres arables (25,6 %), milieux à végétation arbustive et/ou herbacée (5,1 %), prairies (3 %). L'évolution de l’occupation des sols de la commune et de ses infrastructures peut être observée sur les différentes représentations cartographiques du territoire : la carte de Cassini (XVIIIe siècle), la carte d'état-major (1820-1866) et les cartes ou photos aériennes de l'IGN pour la période actuelle (1950 à aujourd'hui).

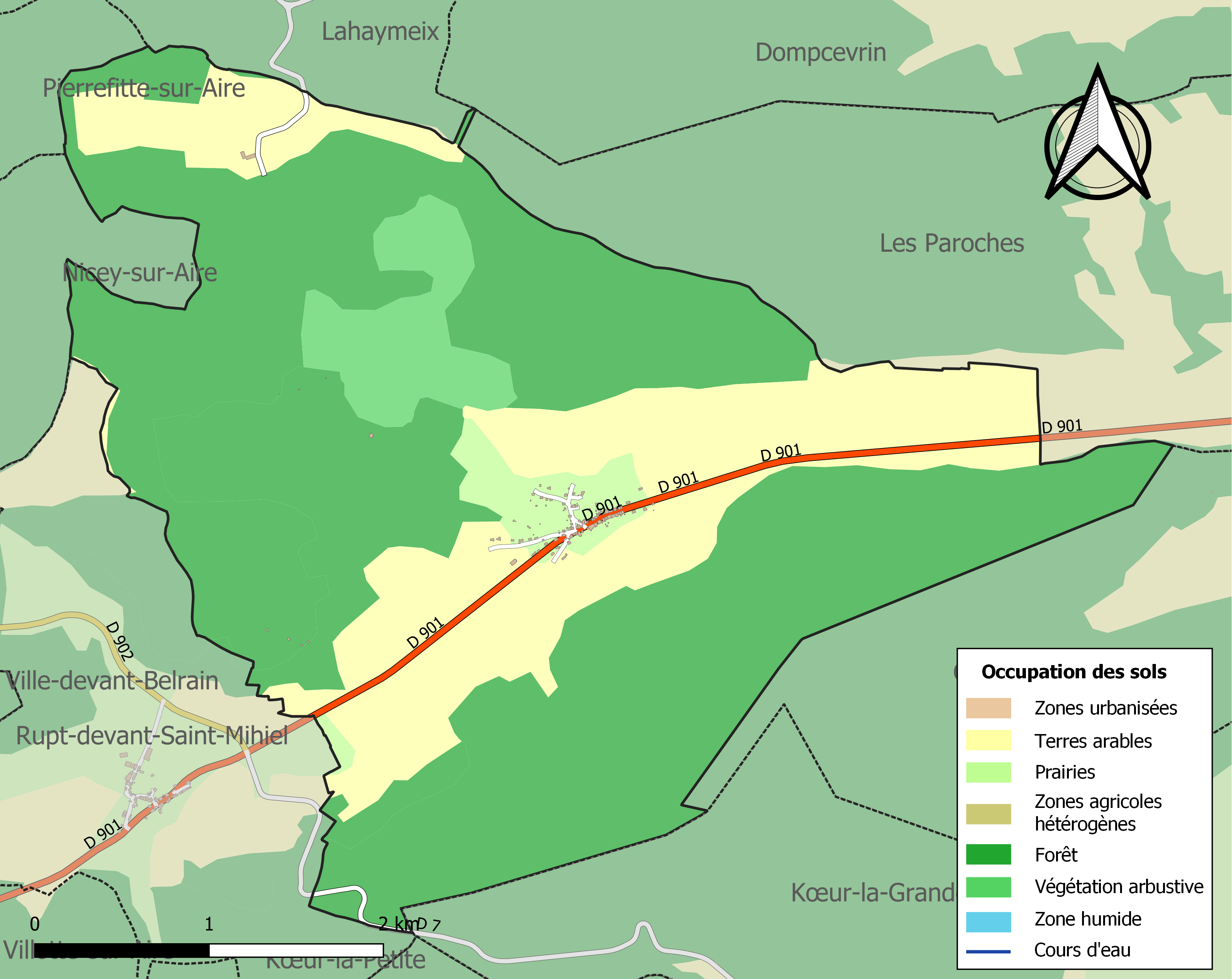
Carte des infrastructures et de l'occupation des sols de la commune en 2018 (CLC).

## Toponymie
Le nom de la localité est attesté sous les formes Fraxinum (904) ; Fraxinus (913)  ; Frasindum (1015) ; Franium (1106) ; « De Fraxinis in Barrensi pago » (1135) ; Frasna (1165) ; Frasnidum (1166) ; Frasne (1166) ; « Fraine con dit le Moine » (1247) ; « Fraine quen dit Moine » (1247) ; Fraine (1373) ; Fraxinus (1405) ; Fraisne-en-Barrois (1429) ; Fraisne-au-Mont (1571) ; De Fraxinis in Montibus (1642) ; Frénes-aux-Monts (1738) ; Fraxinum-ad-Montes (1738) ; Fréne, Freneium (1749).

En ancien français, fresnes signifie « frêne », au pluriel, et fait référence à l'arbre. L'étymologie du nom vient, vraisemblablement, de la forte probabilité de désignation d'un « lieu planté de frênes ».

## Politique et administration
| Période                                  | Période   | Identité                                      | Étiquette | Qualité      |
| ---------------------------------------- | --------- | --------------------------------------------- | --------- | ------------ |
| Les données manquantes sont à compléter. |           |                                               |           |              |
| avant 1988                               | ?         | Michel Ubertelli                              |           |              |
| mars 2001                                | mars 2014 | Alain Boukaiba                                |           |              |
| mars 2014                                | En cours  | Jean-Marc Ilic Réélu pour le mandat 2020-2026 |           | Ancien cadre |

## Démographie
L'évolution du nombre d'habitants est connue à travers les recensements de la population effectués dans la commune depuis 1793. Pour les communes de moins de 10 000 habitants, une enquête de recensement portant sur toute la population est réalisée tous les cinq ans, les populations de référence des années intermédiaires étant quant à elles estimées par interpolation ou extrapolation. Pour la commune, le premier recensement exhaustif entrant dans le cadre du nouveau dispositif a été réalisé en 2004.

En 2022, la commune comptait 164 habitants, en évolution de −4,65 % par rapport à 2016 (Meuse : −4,4 %, France hors Mayotte : +2,11 %).
| 1793 | 1800 | 1806 | 1821 | 1831 | 1836 | 1841 | 1846 | 1851 |
| ---- | ---- | ---- | ---- | ---- | ---- | ---- | ---- | ---- |
| 238  | 257  | 273  | 288  | 312  | 314  | 313  | 311  | 330  |

| 1856 | 1861 | 1866 | 1872 | 1876 | 1881 | 1886 | 1891 | 1896 |
| ---- | ---- | ---- | ---- | ---- | ---- | ---- | ---- | ---- |
| 303  | 317  | 313  | 286  | 267  | 243  | 223  | 220  | 211  |

| 1901 | 1906 | 1911 | 1921 | 1926 | 1931 | 1936 | 1946 | 1954 |
| ---- | ---- | ---- | ---- | ---- | ---- | ---- | ---- | ---- |
| 191  | 179  | 153  | 83   | 125  | 118  | 102  | 91   | 124  |

| 1962 | 1968 | 1975 | 1982 | 1990 | 1999 | 2004 | 2006 | 2009 |
| ---- | ---- | ---- | ---- | ---- | ---- | ---- | ---- | ---- |
| 105  | 111  | 79   | 104  | 110  | 93   | 125  | 133  | 146  |

| 2014 | 2019 | 2022 | - | - | - | - | - | - |
| ---- | ---- | ---- | - | - | - | - | - | - |
| 163  | 167  | 164  | - | - | - | - | - | - |

## Culture locale et patrimoine

### Lieux et monuments
- Vent des Forêts : la forêt communale de Fresnes-au-Mont accueille une quinzaine d’œuvres sur ses sentiers, parmi les 90 visibles sur son territoire. Elles sont à découvrir en parcourant les circuits de la Croix Camonin et des Trois Fontaines.
- La stèle en bordure de la D 901, à 1,7 km en direction de Rupt, en mémoire du 1st Lieutenant John G. Agar Jr. du 22nd Aero Squadron AEF, décédé le 21 octobre 1918 des suites de blessures consécutives d'un crash à l'aérodrome - enterré au cimetière américain de Suresnes (Hauts-de-Seine), carré B, rang 16, tombe 21[24].
- L'église Saint-Laurent, située 12 rue des Tassons, est rattachée à la paroisse Saint-Jacques-de-l'Aire dans le diocèse de Verdun. L'église est placée sous le patronage de saint Laurent. Elle a été construite en 1834[25] d'après des plans et devis se montant à la somme de 40 000 francs, dressés par M. Oudet, architecte et conservateur du musée à Bar-le-Duc[25]. Elle mesure 30 m de longueur sur 12,80 m de largeur. Le chœur se termine en hémicycle avec une chapelle de chaque côté. On y remarque une très belle chaire à prêcher qui a figuré à l'exposition des arts et de l'industrie en juin 1846, à Bar-le-Duc. Sa composition et son exécution ont attiré l'attention du jury d'examen qui a accordé à M. Oudet, architecte, une médaille de 1ère classe, et à M. Gérard, menuisier à Bar-le-Duc, une médaille de seconde classe[25].

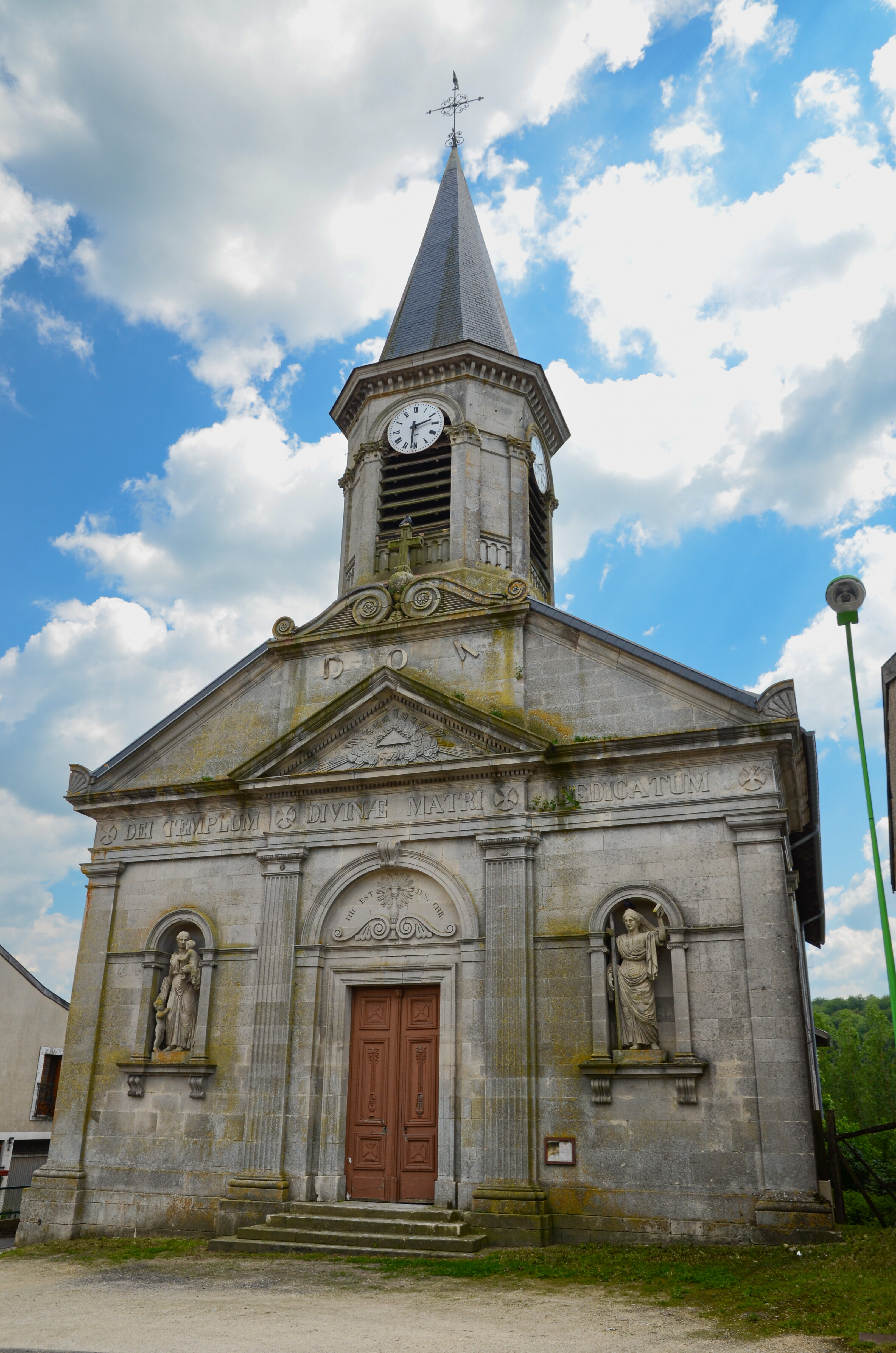
Église Saint-Laurent de Fresnes-au-Mont

Voici le son de cette cloche qui sonne 16h00 :

### Héraldique
| Blason de Fresnes-au-Mont | Blason  | Parti : au 1er d'argent à la feuille de frêne de sinople posée en pal, au 2e de gueules à la tête de loup arrachée d'or soutenue d'une tête d'Éole soufflant du même ; au mont de sinople mouvant de la pointe et brochant sur le tout. |
| Blason de Fresnes-au-Mont | Détails | Création Robert André Louis. Adoptée en octobre 2016. |